# Xã Buford, Quận Williams, Bắc Dakota
Xã Buford (tiếng Anh: Buford Township) là một xã thuộc quận Williams, tiểu bang Bắc Dakota, Hoa Kỳ. Năm 2010, dân số của xã này là 74 người.